# Caris LeVert
Caris Coleman LeVert (* 25. August 1994 in Columbus, Ohio) ist ein US-amerikanischer Basketballspieler, der aktuell bei den Atlanta Hawks in der NBA unter Vertrag steht.

## Leben

### College
LeVert spielte vier Jahre lang für die Basketballmannschaft der University of Michigan. Aufgrund einer schweren Fußverletzung, die er in seinem Junior-Jahr erlitt, verpasste er viele Spiele. Auch in seinem Senior-Jahr musste er einige Spiele wegen der gleichen Verletzung aussetzen.

### NBA
Bei der NBA-Draft 2016 wurde er an 20. Stelle von den Indiana Pacers gezogen und später für Thaddeus Young zu den Brooklyn Nets transferiert. In seinem Rookiejahr sah er viel Spielzeit in einem jungen Nets-Team und erzielte 8,2 Punkte, 3,3 Rebounds und 1,9 Assists in 57 Spielen. In seinem Sophomorejahr steigerte er sich auf 12,1 Punkte, 3,7 Rebounds und 4,2 Assists in 71 Saisonspielen.
In seinem dritten Jahr erlitt LeVert nach einigen guten Spielen zu Beginn der Saison eine schwere Fußverletzung. Er setzte 42 Spiele aus und kehrte im Februar 2019 wieder aufs Parkett zurück. Dabei verhalf er den Nets zu ihrer Playoffteilnahme und erzielte in den ersten fünf Erstrundenbegegnungen der Playoffs gegen die favorisierten Philadelphia 76ers 21,0 Punkte im Schnitt. Die Nets schieden dennoch aus.
In der Saison 2020/21 wurde LeVert in einem Drei-Spieler-Transfer zu den Indiana Pacers transferiert. Im Gegenzug wechselte unter anderem James Harden zu den Brooklyn Nets und Victor Oladipo zu den Houston Rockets.

## Karriere-Statistiken

### NBA

#### Reguläre Saison
| Saison  | Team                | GP  | GS  | MPG  | FG % | 3P % | FT % | RPG | APG | SPG | BPG | PPG  |
| ------- | ------------------- | --- | --- | ---- | ---- | ---- | ---- | --- | --- | --- | --- | ---- |
| 2016–17 | Brooklyn            | 57  | 26  | 21.7 | .450 | .321 | .720 | 3.3 | 1.9 | 0.9 | 0.1 | 8.2  |
| 2017–18 | Brooklyn            | 71  | 10  | 26.3 | .435 | .347 | .711 | 3.7 | 4.2 | 1.2 | 0.3 | 12.1 |
| 2018–19 | Brooklyn            | 40  | 25  | 26.6 | .429 | .312 | .691 | 3.8 | 3.9 | 1.1 | 0.4 | 13.7 |
| 2019–20 | Brooklyn            | 45  | 31  | 29.6 | .425 | .364 | .711 | 4.2 | 4.4 | 1.2 | 0.2 | 18.7 |
| 2020–21 | Brooklyn / Indiana  | 47  | 39  | 31.6 | .441 | .326 | .811 | 4.6 | 5.2 | 1.4 | 0.6 | 20.2 |
| 2021–22 | Indiana / Cleveland | 58  | 49  | 30.7 | .444 | .320 | .756 | 3.7 | 4.3 | 0.9 | 0.4 | 17.0 |
| 2022–23 | Cleveland           | 74  | 30  | 30.2 | .431 | .392 | .722 | 3.8 | 3.9 | 1.0 | 0.3 | 12.1 |
| 2023–24 | Cleveland           | 68  | 10  | 28.8 | .421 | .325 | .766 | 4.1 | 5.1 | 1.1 | 0.5 | 14.0 |
| Gesamt  | Gesamt              | 460 | 220 | 28.2 | .434 | .341 | .739 | 3.9 | 4.1 | 1.1 | 0.4 | 14.1 |

#### Play-offs
| Saison  | Team      | GP | GS | MPG  | FG % | 3P % | FT % | RPG | APG | SPG | BPG | PPG  |
| ------- | --------- | -- | -- | ---- | ---- | ---- | ---- | --- | --- | --- | --- | ---- |
| 2018–19 | Brooklyn  | 5  | 2  | 28.8 | .493 | .462 | .724 | 4.6 | 3.0 | 1.0 | 0.4 | 21.0 |
| 2019–20 | Brooklyn  | 4  | 4  | 35.0 | .370 | .429 | .720 | 6.0 | 9.5 | 1.3 | 0.3 | 20.3 |
| 2022–23 | Cleveland | 5  | 3  | 34.0 | .429 | .361 | .615 | 4.6 | 2.6 | 0.4 | 0.2 | 15.0 |
| 2023–24 | Cleveland | 11 | 1  | 25.3 | .431 | .182 | .654 | 3.6 | 2.3 | 0.8 | 0.5 | 10.1 |
| Gesamt  | Gesamt    | 25 | 10 | 29.3 | .431 | .345 | .688 | 4.4 | 3.6 | 0.8 | 0.4 | 14.9 |